# Aglaia fragilis
Aglaia fragilis är en tvåhjärtbladig växtart som beskrevs av Albert Charles Smith. Aglaia fragilis ingår i släktet Aglaia och familjen Meliaceae. Inga underarter finns listade i Catalogue of Life.